# Elisabeth von Berge
Elisabeth von Berge (* 12. März 1838 in Oberullersdorf bei Sorau; † 1. Januar 1909 in Bernried) war eine deutsche Schriftstellerin, die hauptsächlich als Dramatikerin erfolgreich war.

## Leben
Elisabeth von Berge wurde als Tochter eines altadeligen, vermögenden Gutsbesitzers auf dem Gut Oberullersdorf (heute: Gmina Żary) in der Provinz Brandenburg geboren. Sie interessierte sich schon seit frühester Jugend für die Poesie. Ihr Talent wurde jedoch weder von ihren Eltern, die früh verstarben, noch von ihren Geschwistern gefördert.
Mit 18 Jahren wurde Elisabeth von Berge nach dem Testament ihres Vaters für mündig erklärt und erbte einen Teil des Vermögens der Eltern. Dies erlaubte ihr u. a., mit ihrer Tante eine Reise nach Italien zu unternehmen. Ihre Tante förderte ihr schriftstellerisches Talent und unterstützte sie auf ihrem Weg, ihre Werke zu veröffentlichen. Elisabeth von Berge brachte sich in den folgenden Jahren Kenntnisse in der Literatur, Philosophie und Geschichte bei und lernte Griechisch und Latein. Ihr Erstlingswerk war das Trauerspiel Charlotte Corday, das wie die folgenden Stücke Konradin und Marie-Antoinette erst in späteren Jahren ohne Jahresangabe erschien. Elisabeth von Berge konzentrierte sich in ihrem Schaffen hauptsächlich auf Trauerspiele mit historischem Bezug. Zwei Lustspiele wurden zudem in Koblenz erfolgreich aufgeführt, das Trauerspiel Heinrich von Kleist kam am Todestag des Dichters 1902 in seiner Heimatstadt Frankfurt am Main auf die Bühne.
Elisabeth von Berge lebte ab 1880 auf der Marksburg bei Braubach und zog, nachdem diese 1901 in den Besitz der Vereinigung zur Erhaltung deutscher Burgen übergegangen war, nach Bernried am Starnberger See, wo sie 1909 verstarb.

## Werke
- Charlotte Corday. (Trauerspiel, o. J.)[1]
- Konradin. (Drama, o. J.)[2]
- Marie Antoinette. (Drama, o. J.)[3]
- Christine von Schweden. (Trauerspiel, 1873)[4]
- Neue Welt-Epoche. (Gedichte, 1877)[5]
- Heinrich IV. Trauerspiel in fünf Aufzügen. Kiepert, Breslau 1880.
- Pausanias. Trauerspiel in fünf Aufzügen. Kiepert & Bolschwing, Freiburg i. Br. 1885.
- Alexei. Trauerspiel inn fünf Aufzügen. Mutze, Leipzig 1888.
- Heinrich von Kleist. Trauerspiel in fünf Aufzügen. Pierson, Dresden 1902.
- Nur einen Tag Wahrheit (Lustspiel, o. J.)[6]
- Die Vettern (Lustspiel, o. J.)[7]
- Die Königin von Schottland (o. J.)[8]